# Asplenium tenerum
Asplenium tenerum är en svartbräkenväxtart som beskrevs av Georg Forster. Asplenium tenerum ingår i släktet Asplenium och familjen Aspleniaceae. Utöver nominatformen finns också underarten A. t. terminum.